# Sachsen bei Ansbach

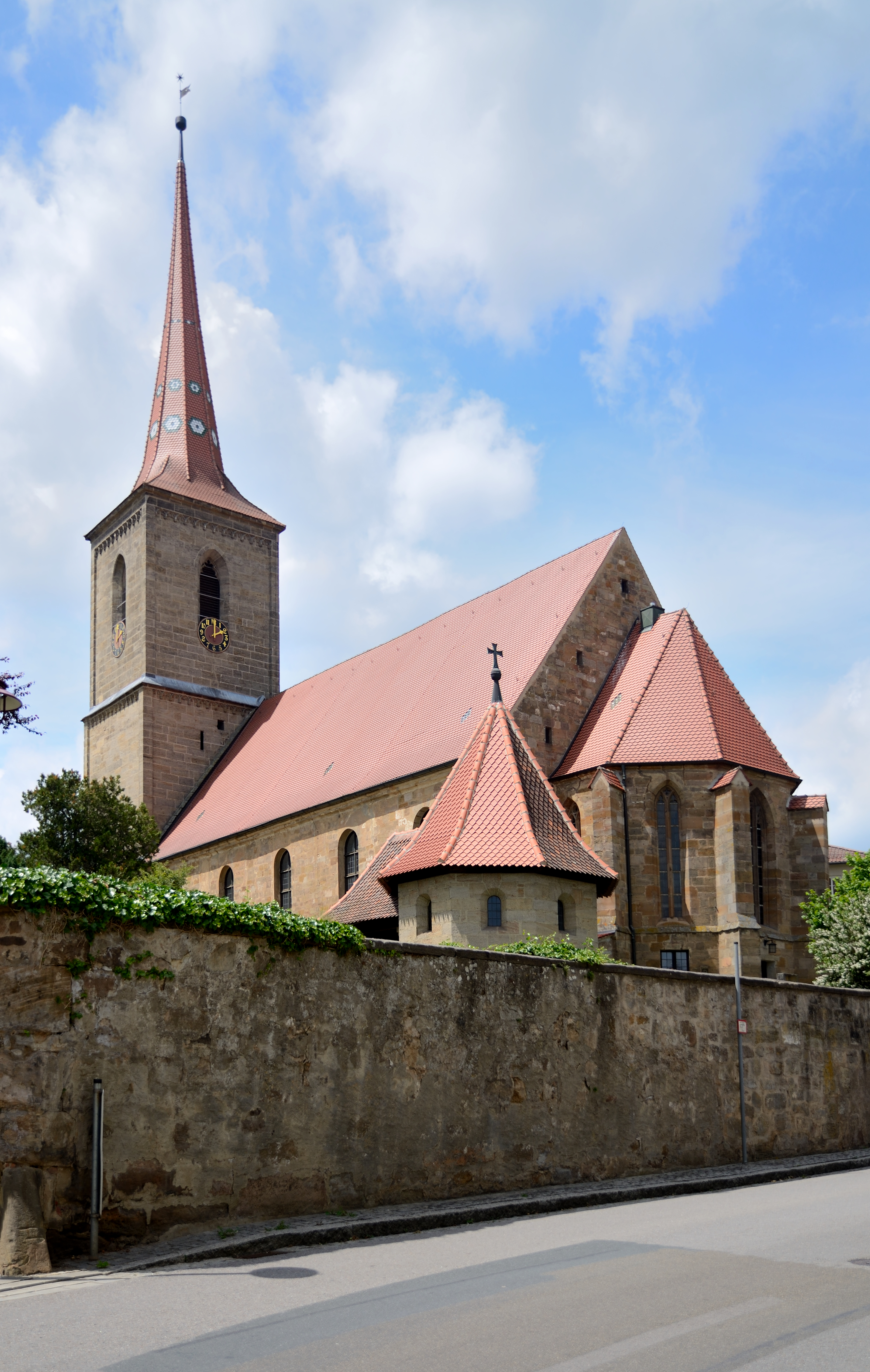
Evangelisch-lutherische Pfarrkirche St. Alban

Sachsen bei Ansbach (amtlich: Sachsen b.Ansbach, ostfränkisch Saksn) ist eine Gemeinde im mittelfränkischen Landkreis Ansbach und zählt zur Metropolregion Nürnberg.

## Geografie

### Lage
Das Pfarrdorf liegt an der Fränkischen Rezat.

### Gemeindegliederung
Es gibt 13 Gemeindeteile (in Klammern ist der Siedlungstyp angegeben):
- Alberndorf (Dorf)
- Büchenmühle (Einöde)
- Hirschbronn (Dorf)
- Milmersdorf (Dorf)
- Neukirchen (Kirchdorf)
- Ratzenwinden (Dorf)
- Rutzendorf (Dorf)
- Sachsen (Pfarrdorf)
- Steinbach (Dorf)
- Steinhof (Weiler)
- Volkersdorf (Dorf)
- Obere Walkmühle (Einöde)
- Untere Walkmühle (Einöde)

Die Silbermühle ist seit den 1950er Jahren eine Wüstung, die Rutzendorfer Mühle ist kein amtlich benannter Gemeindeteil.
Auf dem Gemeindegebiet liegen die Gemarkungen Alberndorf, Ratzenwinden (Gemarkungsteil 1), Sachsen b.Ansbach und Volkersdorf. Die Gemarkung Sachsen b.Ansbach hat eine Fläche von 4,686 km². Sie ist in 1629 Flurstücke aufgeteilt, die eine durchschnittliche Flurstücksfläche von 2876,44 m² haben. In ihr liegt neben dem namensgebenden Ort der Gemeindeteil Milmersdorf.

### Nachbargemeinden
- Lichtenau
- Ansbach
- Petersaurach

## Geschichte

### Mittelalter
1303/1304 wurde der Ort im Würzburger Lehenbuch als „Sahsen“ erstmals namentlich erwähnt. Dem Ortsnamen liegt eine Pluralform des Stammesnamen Sachse zugrunde. Wie bei den übrigen Orten, die so heißen, handelte es sich um eine Zwangsansiedlung von Sachsen, die von Berowelf, Bischof von Würzburg, Ende des 8. Jahrhunderts durchgeführt wurde.
Sachsen war Teil der Herrschaft Lichtenau der Herren von Heideck, die es 1406 der Reichsstadt Nürnberg verkauften. Im Jahr 1409 verkaufte die Stadt wegen der fortlaufenden Auseinandersetzungen mit dem Fürstentum Ansbach die Herrschaft Lichtenau und damit auch Sachsen an das Patriziergeschlecht Rummel. Diese verkauften den Ort an das „Reiche Almosen“ in Nürnberg, das seit 1472 alleiniger Grundherr im Ort war. Landesherr war die Reichsstadt Nürnberg, die 1666 einen vom Fürstentum Ansbach angebotenen Gebietstausch ablehnte.

### Neuzeit
Im Salbuch des nürnbergischen Pflegamtes Lichtenau von 1515 sind für Sachsen 23 Anwesen und ein Hirtenhaus angegeben. Fünf von diesen Anwesen waren Handrossgüter. In der Amtsbeschreibung des Pflegamtes Lichtenau aus dem Jahr 1748 zählt der Ort zur Hauptmannschaft Sachsen. Es gab 29 Untertansfamilien, die alle nürnbergisch waren.
Gegen Ende des 18. Jahrhunderts gab es in Sachsen 28 Anwesen. Das Hochgericht und die Dorf- und Gemeindeherrschaft übte das Pflegamt Lichtenau der Reichsstadt Nürnberg aus. Grundherren waren die Reichsstadt Nürnberg (Pflegamt Lichtenau: 3 Leerhäuser; Landesalmosenamt: 12 Güter, 1 Gut mit Backrecht, 5 Gütlein, 6 Leerhäuser) und das brandenburg-ansbachische Hofkastenamt Ansbach (1 Pfarrwiddums-Hof). Neben den Anwesen gab es die Kirche und kommunale Gebäude (Schulhaus, Ochsen-Hirtenhaus, Kuh-Hirtenhaus, Haus Nr. 15).
1806 kam Sachsen zum Königreich Bayern. Im Rahmen des Gemeindeedikts wurde im Jahr 1808 der Steuerdistrikt Sachsen gebildet, zu dem Herpersdorf, Langenloh, Milmersdorf, Rutzendorf, Rutzendorfer Mühle, Unterrottmannsdorf, Volkersdorf, Weidenmühle, Zandt und Zandtmühle gehörten. Die Ruralgemeinde Sachsen wurde im Jahr 1810 gegründet und war deckungsgleich mit dem Steuerdistrikt Sachsen. Sie war in Verwaltung und Gerichtsbarkeit dem Landgericht Heilsbronn zugeordnet und in der Finanzverwaltung dem Rentamt Windsbach. Mit dem Zweiten Gemeindeedikt (1818) wurden vier Ruralgemeinden gebildet:
- Ruralgemeinde Herpersdorf mit Langenloh,
- Ruralgemeinde Sachsen mit Milmersdorf,
- Ruralgemeinde Unterrottmannsdorf mit Weidenmühle, Zandt und Zandtmühle,
- Ruralgemeinde Volkersdorf mit Rutzendorf und Rutzendorfer Mühle.[14]

Von 1862 bis 1879 gehörte Sachsen zum Bezirksamt Heilsbronn, ab 1880 zum Bezirksamt Ansbach (1939 in Landkreis Ansbach umbenannt) und zum Rentamt Heilsbronn (1919–1929: Finanzamt Heilsbronn, seit 1929: Finanzamt Ansbach). Die Gerichtsbarkeit blieb beim Landgericht Heilsbronn (1879 in Amtsgericht Heilsbronn umbenannt), seit 1956 ist das Amtsgericht Ansbach zuständig. 1964 hatte die Gemeinde Sachsen eine Gebietsfläche von 3,226 km². 1979 wurde der Gemeindename von „Sachsen“ nach „Sachsen bei Ansbach“ geändert.

### Eingemeindungen
| Gemeinde     | Einwohner (1970) | Eingemeindungs- datum | Bemerkungen |
| ------------ | ---------------- | --------------------- | --- |
| Alberndorf   | 246              | 01.01.1972            | mit Büchenmühle, Hirschbronn, Neukirchen und Steinbach                                                                                       |
| Ratzenwinden | 183              | 01.01.1972            | Eingliederung von 126 der 183 Einwohner (mit Steinhof und Oberer sowie Unterer Walkmühle), Umgliederung der anderen Einwohner nach Lichtenau |
| Volkersdorf  | 472              | 01.04.1971            | mit Rutzendorf und Rutzendorfer Mühle |

### Einwohnerentwicklung
Im Zeitraum 1988 bis 2018 stieg die Einwohnerzahl von 2985 auf 3496 um 511 bzw. um 17,1 %.
Besonders hervorzuheben ist die 36-jährige Aufbauphase im Zeitraum der Amtszeit des ersten Bürgermeisters Johann Flier zwischen 1948 und 1984. In dieser Zeit erlebte die Gemeinde ihre Blütephase und wuchs um mehr als das Fünffache der ursprünglichen Dorfgemeinde, die zunächst nur aus dem überschaulichen Ortskern und das angrenzende Örtchen Milmersdorf bestand. Durch die Verschönerung und Erschließung Sachsens nach dem Zweiten Weltkrieg und dem Ausbau des Abwasserkanalnetzes, welches den Einbau von Spülklosetts ermöglichte, wurde Sachsen zu einem modernen Quartier u. a. für Vertriebene und andere Neuansiedler.
Mit der Neuerrichtung des „Haus der Bäuerin“ im Jahr 1952 im Ortskern wurde mit finanzieller Unterstützung der Vereinigten Staaten von Amerika eine Dorfmitte geschaffen und günstiger Grunderwerb für Neusiedler möglich, so dass die Siedlung „Am Vorderberg“ erschlossen werden konnte.
Ein weiterer Teil der positiven Entwicklung Sachsens ist auf die Schaffung von Arbeitsplätzen und geschäftsfreundlichen Infrastruktur mit einer Zentrierung Sachsens als strategisch gut gelegenen Wirtschaftsstandort, wie durch die Einrichtung der ersten Sparkasse in Sachsen, zunächst im Geschäftshaus des Bürgermeisters selbst angebunden oder durch die Ansiedlung des „EDEKA Zentrallager Nord“ mit Gleisanbindung im Jahr 1960 zurückzuführen. In diesem Zuge wurde die Wohnsiedlung „Nord“ mit Neubau des Wasserturms ins Leben gerufen.
Später, um 1970, wurde das Abwasserkanalsystem mit Stauraum und einem Pumpwerk versehen, so dass ein Anschluss an das Klärwerk in Lichtenau erfolgten konnte, das für den weiteren Ausbau des Ortes, nun durch Erschließung des Baugebiets „Weinberg-Schlossberg“ wichtig war.
Zunächst konnte den aufgeschlossenen Bürgern im Jahr 1972 im Zuge der bayrischen Gebietsreform für ca. 800 Einwohner eine leistungsfähigere Gemeinde geschaffen werden, in dem die Ortsteile Alberndorf, Volkersdorf und Ratzenwinden Anschluss an das mittelfränkische Sachsen fanden, bevor nur ein Jahr später trotz redlicher Bemühungen die Wohnsiedlung Katterbach mit rund 300 Wohnungen der Gemeinde Sachsen entzogen und der Stadt Ansbach zugeführt wurden.
Durch den Neubau der Rusam-Grundschule und dem angrenzenden Kindergarten wurde Sachsen immer attraktiver für Familien, weshalb auch die Entwicklung eines zentralen Sportareals für Vereine und Schule mit viel Eigeninitiative und Einsatz der mittlerweile über 570 Vereinsmitglieder vorangetrieben wurde.
Nach dem Verwaltungszusammenschluss mit dem Markt Lichtenau und einer anschließenden Korrektur der Gebietsreform im Jahr 1980 wuchs Sachsen in den letzten Amtsjahren des ersten Bürgermeisters auf beinah 3.000 Einwohner an und wächst seitdem stetig. Auch die darauffolgenden Amtsinhaber schufen stetig neues Bauland, nebst des Schul- und Sportgeländes, was für junge Familien weiter attraktiv wirkte und zu einer Ausdehnung der Gemeindemitglieder beitrug. Mittlerweile ist die Gemeinde auf ca. 3.626 Gemeindemitglieder (Stand 31. Dezember 2020) gewachsen.
Gemeinde Sachsen
| Jahr      | 1818   | 1840   | 1852   | 1861   | 1867   | 1871   | 1875   | 1880   | 1885   | 1890   | 1895   | 1900   | 1905   | 1910   | 1919   | 1925   | 1933   | 1939   | 1946   | 1950   | 1961   | 1970   | 1987   | 1995 | 2005 | 2015   |
| Einwohner | 213    | 268    | 271    | 305    | 302    | 294    | 368    | 351    | 383    | 362    | 375    | 387    | 380    | 370    | 362    | 359    | 373    | 385    | 554    | 569    | 831    | 1434   | 2985   | 3304 | 3287 | 3410   |
| Häuser    | 40     | 46     |        |        |        | 52     |        |        | 68     | 67     |        | 67     |        |        |        | 69     |        |        |        | 78     | 141    |        | 805    |      |      | 1040   |
| Quelle    | [ 24 ] | [ 25 ] | [ 26 ] | [ 27 ] | [ 28 ] | [ 29 ] | [ 30 ] | [ 31 ] | [ 32 ] | [ 33 ] | [ 34 ] | [ 35 ] | [ 34 ] | [ 36 ] | [ 34 ] | [ 37 ] | [ 34 ] | [ 34 ] | [ 34 ] | [ 38 ] | [ 16 ] | [ 39 ] | [ 40 ] |      |      | [ 41 ] |

Ort Sachsen
| Jahr      | 1818   | 1840   | 1861   | 1871   | 1885   | 1900   | 1925   | 1950   | 1961   | 1970   | 1987   |
| Einwohner | 176    | 232    | 260    | 253    | 292    | 346    | 317    | 508    | 754    | 1264   | 2224   |
| Häuser    | 34     | 40     |        |        | 53     | 60     | 63     | 72     | 126    |        | 606    |
| Quelle    | [ 24 ] | [ 25 ] | [ 27 ] | [ 29 ] | [ 32 ] | [ 35 ] | [ 37 ] | [ 38 ] | [ 16 ] | [ 39 ] | [ 40 ] |

## Politik

### Gemeinderat
Der Gemeinderat von Sachsen bei Ansbach hat 17 Mitglieder einschließlich des Bürgermeisters.
| Jahr | SPD | CSU | UWG * | Gesamt   |
| 2020 | 2   | 10  | 5     | 17 Sitze |
| 2014 | 3   | 7   | 7     | 17 Sitze |
| 2008 | 3   | 7   | 7     | 17 Sitze |
| 2002 | 3   | 9   | 5     | 17 Sitze |

### Bürgermeister
- 1946–1982: Johann "Hans" Flier (CSU)
- Johann Schuh
- Immo Weigl
- Erwin Weinmann
- 2008–2020: Hilmar Müller (UWG)
- seit 2020: Bernd Meyer (CSU)[42]

### Wappen und Flagge
Wappen
| Wappen von Sachsen bei Ansbach | Blasonierung: „Gespalten; vorne in Gold ein rot bewehrter schwarzer Adler am Spalt, hinten in Silber zwei schräg gekreuzte, rote Kurzschwerter.“ |
| Wappen von Sachsen bei Ansbach | Wappenbegründung: Sachsen gehörte seit 1406 zum nürnbergischen Pflegamt Lichtenau. Diese starke Verbindung mit Nürnberg kommt durch die Übernahme des vorderen Teiles des kleinen Nürnberger Wappens (mit veränderter Bewehrung) zum Ausdruck. Die beiden gekreuzten Saxen (= Kurzschwerter) sind redend für den Gemeindenamen, der auf die Ansiedlung von Sachsen zurückzuführen ist. Die Gemeinde Sachsen bei Ansbach führt seit 1980 das Wappen. |

Flagge
Sachsen hat eine schwarz-weiß-rote Gemeindeflagge.

### Sonstiges
Von 2003 bis 2016 war Sachsen b.Ansbach Teil der Kommunalen Allianz LiSa, zu der die politische Gemeinde Lichtenau gehörte. Seit 2016 ist die Gemeinde Teil der Allianz Kernfranken, die aus dem Zusammenschluss von LiSa und Komm,A (Bruckberg, Dietenhofen, Heilsbronn, Neuendettelsau, Petersaurach und Windsbach) entstand.

## Verkehr
Die Staatsstraße 2223 verläuft nördlich von Lichtenau und führt zur Anschlussstelle 53 der Bundesautobahn 6 (4,5 km östlich) bzw. an Alberndorf vorbei nach Eyb (4,5 km nordwestlich). Die Kreisstraße AN 12 führt an Volkersdorf vorbei und die St 2223 kreuzend nach Lichtenau (2 km südöstlich) bzw. nach Neukirchen (2,3 km nördlich). Gemeindeverbindungsstraßen führen nach Rutzendorf (0,5 km südlich), nach Volkersdorf (0,6 km östlich), nach Hirschbronn (1,8 km westlich) und nach Milmersdorf (0,7 km nordöstlich).
Sachsen hat einen Bahnhof an der Bahnstrecke Nürnberg–Crailsheim, die zugleich von der S 4 bedient wird.
Die Handelskette EDEKA betreibt im Ort eines ihrer Zentrallager.

## Persönlichkeiten
- Peter Bauer (* 1949), Politiker (Freie Wähler) und seit 2008 Mitglied des Bayerischen Landtags.
- Marcel Eger (* 1983), Fußballspieler
- Georg Rusam (1867–1946), Pfarrer
- Georg Volkert (1945–2020), Fußballspieler, Nationalspieler

### Monographien
- Sachsen b. Ansbach und seine Ortsteile: ein Rückblick in Bildern. Geiger, Horb am Neckar 2005, ISBN 3-86595-032-9.
- Hermann Dallhammer: Sachsen b. Ansbach: eine Chronik. Ansbach 1999, ISBN 3-00-005060-4.
- Georg Rusam: Geschichte der Pfarrei Sachsen und der zugehörigen Orte. C. Brügel & Sohn, Ansbach 1940, DNB 575937491, OCLC 72078529 (Digitalisat).

### Artikel und Aufsätze
- Johann Kaspar Bundschuh: Sachsen. In: Geographisches Statistisch-Topographisches Lexikon von Franken. Band 5: S–U. Verlag der Stettinischen Buchhandlung, Ulm 1802, DNB 790364328, OCLC 833753112, Sp. 10 (Digitalisat).
- Elisabeth Fechter: Die Ortsnamen des Landkreises Ansbach. Inaugural-Dissertation. Erlangen 1955, DNB 480570132, OCLC 872378821, S. 164–165.
- Günter P. Fehring: Stadt und Landkreis Ansbach (= Bayerische Kunstdenkmale. Band 2). Deutscher Kunstverlag, München 1958, DNB 451224701, S. 137–138.
- Georg Paul Hönn: Sachsen. In: Lexicon Topographicum des Fränkischen Craises. Johann Georg Lochner, Frankfurt und Leipzig 1747, OCLC 257558613, S. 527 (Digitalisat).
- Manfred Jehle: Ansbach: die markgräflichen Oberämter Ansbach, Colmberg-Leutershausen, Windsbach, das Nürnberger Pflegamt Lichtenau und das Deutschordensamt (Wolframs-)Eschenbach (= Historischer Atlas von Bayern, Teil Franken. I, 35). Band 2. Kommission für bayerische Landesgeschichte, München 2009, ISBN 978-3-7696-6856-8, S. 906, 1008.
- Wolf-Armin von Reitzenstein: Lexikon fränkischer Ortsnamen. Herkunft und Bedeutung. Oberfranken, Mittelfranken, Unterfranken. C. H. Beck, München 2009, ISBN 978-3-406-59131-0, S. 196 f.
- Konrad Rosenhauer u. a. (Hrsg.): Der Landkreis Ansbach. Vergangenheit und Gegenwart. Verlag für Behörden und Wirtschaft Hoeppner, Aßling-Pörsdorf 1964, DNB 450093387, OCLC 17146040, S. 190–191.
- Georg Rusam: Entstehung und Entwicklung der Urpfarrei Sachsen bei Ansbach. Ansbach 1939 (Volltext [Wikisource]).
- Gottfried Stieber: Sachsen. In: Historische und topographische Nachricht von dem Fürstenthum Brandenburg-Onolzbach. Johann Jacob Enderes, Schwabach 1761, OCLC 231049377, S. 689–691 (Digitalisat).